# Aphyocharax dentatus
Aphyocharax dentatus és una espècie de peix de la família dels caràcids i de l'ordre dels caraciformes.

## Morfologia
- Els mascles poden assolir 6,9 cm de llargària total.[5]

## Hàbitat
Viu en zones d'alta altitud entre 15 °C - 22 °C de temperatura.

## Distribució geogràfica
Es troba a Sud-amèrica: conca del riu Paraguai.